# Dr.-Richard-Sorge-Medaille für Kampfverdienste
Die Dr.-Richard-Sorge-Medaille für Kampfverdienst war eine geplante, aber nicht mehr realisierte staatliche Auszeichnung der Deutschen Demokratischen Republik (DDR), welche 1990 vom Ministerium der Staatssicherheit über den Ministerrat der DDR in drei Stufen, Bronze, Silber und Gold gestiftet worden wäre. Hinsichtlich der Einordnung der Medaille zu einem staatlichen Ehrenzeichen oder einem Ehrenzeichen des MfS gibt es noch differenzierte Fachmeinungen. Da jedoch auch die Medaille Verdienter Mitarbeiter der Staatssicherheit eine staatliche Auszeichnung der DDR war, ist diese doch eher diesem Bereich zuzuordnen und stellt somit keine interne Auszeichnung des MfS dar. Im entsprechenden verlautbaren Gesetzblatt der DDR des Jahrganges 1990 findet sich bis zum 9. August 1990, dem letzten Tag der Erscheinung, in Nr. 49 des genannten Gesetzesblattes auch keine entsprechende Publikation mehr. Dennoch waren die entsprechenden Planungen hinsichtlich dieser Medaille so weit gediehen, dass die Medaille selber schon in geringer Anzahl hergestellt worden war, wie auch vereinzelte Stücke zu horrenden Preisen im Handel beweisen. Mit der deutschen Wiedervereinigung wurde das Projekt dieser Auszeichnung gegenstandslos.

## Aussehen und Trageweise
Die bronzene, versilberte oder vergoldete Medaille mit einem Durchmesser von 35 mm zeigt auf ihrem Avers das vom Betrachter aus gesehen frontale Kopfporträt Richard Sorges, welches links und rechts halbkreisförmig von je einem Lorbeerzweig umschlossen wird. Den oberen Rand der Medaille bildet die Umschrift: DR.-RICHARD-SORGE. Das Revers der Medaille bildet mittig das Staatswappen der DDR, umschlossen von der Umschrift: FÜR KAMPFVERDIENST (oben) bzw. MINISTERIUM FÜR STAATSSICHERHEIT (unten). Getragen worden wäre die Medaille an der linken oberen Brustseite an einer pentagonalen gelb bezogenen Spange, auf welcher beidseitig zwei rote senkrechte Mittelstreifen eingewebt waren, von denen einer den Saum bildete und der andere 2 mm vom Saum entfernt stand. Die Interimsspange war von gleicher Beschaffenheit und zeigte zusätzlich entsprechend der verliehenen Stufe die 10 mm durchmessende Miniatur des Avers der Medaille.

## Sonstiges
Die Dr.-Richard-Sorge-Medaille für Kampfverdienst ist nicht zu verwechseln mit der nichttragbaren silbernen Dr.-Richard-Sorge-Medaille, welche eine Anerkennungsmedaille (Ehrengabe) ebenfalls vom Ministerium für Staatssicherheit war.